# Henri Jaspar
Henri Jaspar (ur. 28 lipca 1870 w Schaerbeek, zm. 15 lutego 1939 w Brukseli) – belgijski polityk, działacz Partii Katolickiej.
W 1919 został deputowanym do Izby Reprezentantów. Zasiadał w niej do 1936. Był ministrem: gospodarki (1918–1920), spraw wewnętrznych (1920, 1926–1927, 1931), spraw zagranicznych (1920–1924, 1934), kolonii (1927–1929, 1930–1931) i finansów (1932–1934). W latach 1926–1931 pełnił funkcję premiera Belgii. 
W 1923 odznaczony Orderem Orła Białego.